# Goodbye Mr.Trouble
〈Goodbye Mr.Trouble〉은 대한민국의 가수 신해철의 노래이다. 싱글로는 2012년 10월 12일에 발매되었다.

## 배경
신해철은 2002년 치러진 제16대 대통령 선거에 출마한 노무현 후보를 지지하고, 찬조연설을 통해 국민들에게 지지를 호소하며 노무현 전 대통령과 인연을 맺은바 있다. 2009년 5월에 노 전 대통령이 서거한 이후 신해철은 음악 창작 활동을 3년여간 멈추게 되었고, 2012년 9월 1일 봉하마을에서 열렸던 노무현 전 대통령 서거 3주기 기념〈봉하음악회〉에 참가하여 3년 만의 신곡인 이 곡의 발표와 이제는 음악작업을 다시 할 수 있겠다는 소회를 밝혔다.
〈Goodbye Mr.Trouble〉은 작사 작곡은 물론 연주, 코러스, 보컬 등 모든 요소를 신해철 혼자서 작업했다. 이 곡이 실린 앨범《탈상: 노무현을 위한 레퀴엠》은 9월 13일에 발매가 되었고, 9월 말부터는 ‘노무현을 노래하다’라는 시리즈의 디지털 싱글이 첫 번째 파트인 장필순의 〈그런 사람 또 없습니다〉를 시작으로 순차적 발매가 이뤄졌다. 10월 12일에는 다섯번째 파트로 이 곡이 발매되었다.

## 수록곡
| #  | 제목                   | 작사·작곡 | 편곡   | 재생 시간 |
| -- | ---------------------- | --------- | ------ | --------- |
| 1. | 〈Goodbye Mr.Trouble〉 | 신해철    | 신해철 | 6:00      |